# Wawel Kraków
El Wawel Kraków, antes conocido como OWKS Kraków, es un equipo de fútbol polaco de la ciudad de Cracovia, en el voivodato de Pequeña Polonia. Actualmente juega en la IV liga, la quinta categoría del país.

## Historia
El equipo fue fundado en 1919 bajo el nombre de KS Wawel, en honor al Castillo de Wawel, situado en pleno centro de Cracovia. En 1928, el equipo se fusionó con otro equipo de la ciudad, con raíces militares. Entre 1945 a 1949, el club recibió numerosos nombres, todos ellos relacionados con el Ejército Polaco.
En 1953, cuando el club se llamaba OWKS Cracovia, consiguió el segundo puesto en la Ekstraklasa, por debajo del Ruch Chorzów y por encima del también cracoviano Wisła Cracovia. En 1957, se volvió a cambiar el nombre, esta vez rebautizándose como WKS Wawel Cracovia, nombre que conservan hasta hoy.
El Wawel Cracovia tiene un estadio de fútbol con pista de atletismo, inaugurado en 1953. En 2002, el club añadió siete nuevas secciones de deportes: atletismo, fútbol, voleibol, tenis, paracaidismo, orientación y de tiro.

## Palmarés
- Copa de la Liga de Polonia (1): 1952.